# 鈇鉞一
鈇鉞一，又名寶瓶座103，BD-18 6357，HD 222547、SAO 165834、HR 8980，是寶瓶座的一颗恒星，视星等为5.34，位于銀經58.77，銀緯-71.51，其B1900.0坐标为赤經23h 36m 23.3s，赤緯-18° -71.51′ 47″。